# Charles E. Gibson
Charles Edward Gibson junior (* 20. Dezember 1925 in St. Johnsbury, Vermont; † 10. Oktober 2017 in Barre, Vermont) ist ein US-amerikanischer Jurist und Politiker (Republikanische Partei). Er war von 1963 bis 1965 Attorney General von Vermont.

## Werdegang
Charles Edward Gibson junior wuchs in South Ryegate (Caledonia County) auf. Er besuchte dort die Schulen und dann die St. Johnsbury Academy. 1949 graduierte er an der University of Michigan mit einem Bachelor of Arts. Dann studierte er Jura an der University of Michigan Law School. Er graduierte dort 1952 mit einem Bachelor of Laws. Nach dem Erhalt seiner Zulassung als Anwalt 1953 begann er zu praktizieren. Von 1955 bis 1960 war er Staatsanwalt im Caledonia County und von 1960 bis 1961 Richter am Amtsgericht. In der Folgezeit zog er nach Montpelier (Vermont). Gibson bekleidete von 1961 bis 1963 den Posten als stellvertretender Attorney General und von 1963 bis 1965 als Attorney General von Vermont. Danach praktizierte er von 1965 bis 1987 in mehreren Kanzleien. In diesem Zusammenhang war er Partner bei Paterson, Gibson & Noble. Er praktiziert ab 1987 in einer eigenen Anwaltspraxis.